# Saison 10 de Dallas
 (août 2016).
Si vous disposez d'ouvrages ou d'articles de référence ou si vous connaissez des sites web de qualité traitant du thème abordé ici, merci de compléter l'article en donnant les références utiles à sa vérifiabilité et en les liant à la section « Notes et références ».
Chronologie
Saison 9 Saison 11
Cet article présente les 29 épisodes de la dixième saison de la série télévisée américaine Dallas.

## Distribution

### Acteurs principaux
- Barbara Bel Geddes : Ellie Ewing Farlow
- Patrick Duffy : Bobby Ewing
- Linda Gray : Sue Ellen Ewing
- Larry Hagman : J. R. Ewing
- Priscilla Presley (créditée Priscilla Beaulieu Presley) : Jenna Wade (sauf les volets 14, 19, 20, 21 et 22)
- Susan Howard : Donna Culver
- Steve Kanaly : Ray Krebbs
- Howard Keel : Clayton Farlow
- Ken Kercheval : Cliff Barnes
- Victoria Principal : Pamela Barnes Ewing
- Dack Rambo : Jack Ewing (sauf les épisodes 14 à 24)

### Acteurs récurrents
- Deborah Shelton : Mandy Winger (épisodes 1 à 12, puis 26 à 29)
- Jenilee Harrison (en) : Jamie Ewing (jusqu'à l'épisode 13)
- Shalane McCall (en) : Charlie Wade
- Steve Forrest : Wes Parmalee (épisodes 2 à 13)
- Sheree J. Wilson : April Stevens (épisodes 6 à 19)
- Hunter von Leer (en) : B.D. Calhoun (à partir de l'épisode 6)
- Derek McGrath : Oswald Valentine (à partir de l'épisode 3)
- Paul Sorensen : Andy Bradley (à partir de l'épisode 9)
- Deborah Rennard : Sly Lovegren
- Fern Fitzgerald (en) : Marilee Stone
- Don Starr (en) : Jordan Lee
- Alice Hirson (en) : Mavis Anderson
- Tom Fuccello (en) : Dave Culver
- Morgan Woodward : Marvin « Punk » Anderson
- George O. Petrie (en) : Harv Smithfield
- William Smithers : Jeremy Wendell
- Sherril Lynn Rettino : Jackie Dugan
- Omri Katz : John Ross Ewing
- Joshua Harris : Christopher Ewing
- James Brown : dét. Harry McSween
- Pat Colbert : Dora Mae
- Deborah Tranelli : Phyllis Wapner
- Tony Garcia : Raoul

## Fiche technique

### Réalisateurs
- Michael Preece (en) (10 épisodes)
- Leonard Katzman (8 épisodes)
- Patrick Duffy (3 épisodes)
- Jerry Jameson (1 épisode)
- David Paulsen (1 épisode)
- Steve Kanaly (1 épisode)
- Linda Gray (1 épisode)
- Larry Hagman (3 épisodes)
- Dwight Adair (1 épisode)

### Scénaristes
- David Paulsen (7 épisodes)
- Leah Markus (5 épisodes)
- Leonard Katzman (6 épisodes)
- Calvin Clements Jr. (6 épisodes)
- Mitchell Wayne Katzman (3 épisodes)
- Susan Howard (1 épisode)
- Louella Lee Caraway (1 épisode)

## Épisodes

### Épisode 1:Le Réveil (1/2)
- États-Unis : 26 septembre 1986 sur CBS

- À l'exception de sa bande musicale, l'exacte dernière scène du dernier volet de la saison précédente est montrée en guise de prologue (offrant habituellement un bref aperçu de l'épisode du jour).
- Ce premier épisode de la saison fut une première fois diffusé le même soir que le volet suivant.
- Le résolution du mystère entourant l'improbable retour de Bobby dans la saga, déclaré mort depuis l'épisode 30 de la saison 8, constitue le plus radical et controversé tournant scénaristique envisagé par une série télévisée. C'est à la femme de l'acteur Patrick Duffy qu'on prêterait par ailleurs l'idée originale du rêve. La saison 9 y gagna de fait le surnom de "dream season" (litt. : "la saison rêvée").
- La série ayant jusque là suivi une chronologie en phase avec son époque de première diffusion, cette saison accuse par conséquent pour la première fois un retard de douze mois en réinstallant sa narration non en cours d'année 1986 mais 1985.
- Outre sa référence au palais du légendaire roi Arthur, le titre original de ce double épisode, inspiré d'une courante expression anglaise signifiant un "retour à l'âge d'or/à un contexte idyllique" (notamment employée pour désigner la présidence de John F. Kennedy de 1961 à 1963) fait ici à la fois allusion au retour du cadet Ewing et au reniement des supposés égarements narratifs de la saison précédente.
- Dack Rambo figure ici pour la première fois dans le générique du début.
- À un moment du dialogue, Bobby cite une réplique extraite du film américain Annie Hall sorti en 1977 et réalisé par Woody Allen : « sex was the most fun I've ever had without laughing » (litt. : « le sexe était l'activité qui m'amusait le plus sans pour autant me faire rire »), approximativement traduite par la VF : « l'amour est la meilleure chose qu'on ait inventée après le rire ».
- Linda Gray dans le rôle de Sue Ellen n'intervient ici que dans une seule scène.

### Épisode 2:Le Réveil (2/2)
- États-Unis : 26 septembre 1986 sur CBS

- David White (Mark)
- Kristina Wayborn (La cavalière de Jack)

- Ce second épisode de la saison fut une première fois diffusé le même soir que le précédent.
- Jamie présente ici à nouveau son frère Jack à Cliff puisque, la première fois, leur rencontre faisait partie du rêve de Pamela.
- Jusque là prénommé Ben Stivers, Steve Forrest entre ici une nouvelle fois en scène dans un rôle globalement similaire, l'énigmatique Wes Parmalee.

### Épisode 3:Le Pari de Sue Ellen
- États-Unis : 3 octobre 1986 sur CBS

- George Coe : Fritz Longley
- Vernon Weddle : John Carter
- Woody Watson : Carl Huckstead

- Le titre original de cet épisode Pari Per Sue (litt. : "pari à la manière de Sue") est un ironique détournement de la formule latine "Pari passu" très usitée dans les contrats d'affaires, signifiant "d'un pas égal" ou "allant de pair".
- C'est ici seulement la troisième ou quatrième fois de la série que Miss Ellie se manifeste dans les bureaux Ewing.
- Mandy Winger est suivie par un homme dans une galerie marchande un peu comme un autre personnage joué par Deborah Shelton dans Body Double, le thriller érotique réalisé par Brian de Palma et sorti en 1984.
- À un moment du dialogue, J.R. et le général en retraite évoquent l'invasion de la Grenade réalisée en 1983 par les États-Unis et le désastreux débarquement de la baie des Cochons du 17 avril 1961 qui visait à renverser le régime castriste de Cuba.

### Épisode 4:Le Futur Roi
- États-Unis : 10 octobre 1986 sur CBS

- Jim Haynie : Garrett Gordon
- Woody Watson : Carl Huckstead
- Karen Carlson : Karen Carlson

- Le titre original de ce volet est aussi celui de la célèbre tétralogie épique britannique inspirée de la légende du roi Arthur, Once and Future King (en) (traduit La Quête du Roi Arthur pour son édition française), écrite par T. H. White et publiée en 1958. À l'origine, ce même titre serait inspiré, selon Sir Thomas Malory, de l'inscription latine « Hic iacet Arthurus, rex quondam, rexque futurus »(litt. : "Ici repose Arthur, naguère roi, futur souverain") trouvée sur la tombe du dit roi.

### Épisode 5:Énigmes
- États-Unis : 17 octobre 1986 sur CBS

- George Coe : Fritz Longley
- Jim Haynie : Garrett Gordon
- Laurence Haddon : Franklin Horner
- Josef Rainer : M. Barton
- Blue Deckert : Bill
- Nik Hagler : Cal

- C'est la première fois que de réelles archives d'actualités filmées sont intégrées à un montage télévisé vu dans la série.

### Épisode 6:Trompe-l'œil
- États-Unis : 24 octobre 1986 sur CBS

- Josef Rainer : M. Barton
- Gareth McClain : M. Hiller

- Sheree J. Wilson et Hunter von Leer (en) apparaissent ici pour la première fois dans les rôles respectifs d'April Stevens et de B.D. Calhoun.
- À un moment du dialogue, Wes Parmalee se défend de toute imposture en invoquant les quatre années de solitude connu par Jock à la suite de son accident survenu en janvier 1982. Bizarrement, cet épisode semble donc soudain tenir compte de la saison 9 rêvée par Pamela dans la chronologie de la série, réinstaurant sa traditionnelle mise en phase avec sa date de première diffusion (ici, le 24 octobre 1986).

### Épisode 7:Un plan radical
- États-Unis : 31 octobre 1986 sur CBS

- Jim Haynie (Garrett Gordon)

- Le titre original fait ironiquement référence à l'essai écrit par Robert Ardrey et publié en 1966 The Territorial Imperative (en) développant l'idée que l'instinct de territorialité présiderait à tout rapport humain.

### Épisode 8:La Deuxième Fois
- États-Unis : 7 novembre 1986 sur CBS

### Épisode 9:Les cloches sonnent
- États-Unis : 14 novembre 1986 sur CBS

- Jim Haynie : Garrett Gordon
- Laurence Haddon : Franklin Horner

- Le titre original Bells Are Ringing détourne ironiquement celui de la comédie musicale américaine de Betty Comden et Adolph Green, musique de Jule Styne, créée à Broadway en 1956.
- Ironisant sur le manque de clairvoyance de Cliff, J.R. évoque un hypothétique conseil donné au général Custer en référence à la notoire défaite de ce dernier lors de la bataille de Little Bighorn qui le confronta à une coalition de tribus indiennes les 25 et 26 juin 1876 et où il perdit la vie.
- Lors de la cérémonie de mariage, un flash-back en noir et blanc offre un aperçu de la précédente célébration unissant Pamela à Bobby manifestement tourné la même année que cette saison 10. En effet, celle-ci n'avait jusque là jamais été montrée à l'écran, le tout premier épisode de la saga se déroulant dans les jours qui s'ensuivaient.
- C'est ici la première fois qu'un personnage est poussé dans une piscine autre que celle de Southfork.

### Épisode 10:Du beau monde
- États-Unis : 21 novembre 1986 sur CBS

- Jonathan Goldsmith : Bruce Harvey
- John Zaremba : Dr Harlen Danvers
- J.A. Preston : Leo Daltry

- Le titre original de ce volet joue sur le sens premier (litt. : "Qui est qui") du dictionnaire réunissant les biographies de personnalités connues.
- Cet épisode marque la toute dernière apparition à l'écran de l'acteur John Zaremba, décédé moins d'un mois après sa première diffusion.
- Consultant une radio de Jock indiquant une blessure par balle, Bobby et J.R. évoquent brièvement la chasse à l'homme dont ils avaient été victimes dans l'épisode 6 de la saison 3.
- À un moment du dialogue, J.R. commente le prétendu rêve mégalomane d'April en mentionnant le nom de Sigmund Freud, fondateur de la psychanalyse très attaché au symbolisme des rêves.

### Épisode 11:La Preuve
- États-Unis : 28 novembre 1986 sur CBS

- Jonathan Goldsmith : Bruce Harvey
- Tom Bower : Mancuso
- Jeff Kaake : L'acteur

- Autant dans le style vestimentaire que dans le dialogue, le bout d'essai de Mandy Winger est un flagrant pastiche de la série policière américaine Deux flics à Miami (Miami Vice) produite par Michael Mann et justement diffusée en prime time en rivalité avec Dallas de 1984 à 1989.

### Épisode 12:Toujours la même histoire
- États-Unis : 5 décembre 1986 sur CBS

- Jim Haynie : Garrett Gordon
- Jonathan Goldsmith : Bruce Harvey
- J.A. Preston : Leo Daltry
- Josef Rainer : M. Barton
- Alan Ackles : Le présentateur du Talk Show

- Le titre original de ce volet est le début d'une liste de quatre articles porte-bonheur traditionnellement portés par une jeune mariée durant ses noces, la formule complète étant "Something old, Something New, Something Borrowed, Something Blue (litt: "quelque chose d'ancien, quelque chose de nouveau, quelque chose emprunté, quelque chose de couleur bleu"), à quoi s'ajoutait, selon le vieux vers anglais qui l'inspira, "A Sixpence in your Shoe" (litt. : "Une pièce de sixpence dans votre chaussure").
- Excepté son ultime apparition dans le revival diffusé en 2013, Deborah Shelton dans le rôle de Mandy Winger s'absentera de la saga pour ne plus intervenir que dans les quatre derniers volets de cette saison.

### Épisode 13:Le Couple à la mode
- États-Unis : 12 décembre 1986 sur CBS

- John Carter : Carl Hardesty
- Alan Ackles : Sénateur Andrew Dowling

- Le titre original de ce volet est une variante de la désignation habituelle du passage obligé de chaque mi-saison de la saga, le traditionnel barbecue familial à Southfork.
- Au moment d'établir les conditions de leur divorce, Jamie émet à Cliff un sous-entendu d'ordre sexuel qui a bizarrement été gommé dans la version française au profit d'une plus directe mention de chantage : « I'm exactly doing [to you] what you haven't done to me since just after we got married » (litt. : « je te fais exactement ce que tu as cessé de me faire au lendemain même de notre mariage »).
- Steve Forrest et Jenilee Harrison (en) dans leurs rôles respectifs de Wes Parmalee et Jamie Ewing apparaissent ici pour la dernière fois. Si le sort du premier restera à jamais indéterminé, la seconde sera déclarée morte dans l'épisode 20 de cette même saison.
- Bien que mentionnée au générique, Priscilla Presley ne figure pas dans cet épisode.
- Dack Rambo dans le rôle de Jack Ewing s'absentera de la série à partir du volet suivant pour ne réapparaître que dans les épisodes 24 et 25 de cette saison.

### Épisode 14:Pris au piège
- États-Unis : 19 décembre 1986 sur CBS

- J.A. Preston : Leo Daltry
- Alan Ackles : Sénateur Andrew Dowling

- Le titre original de cet épisode détourne celui du recueil de deux essais américains concernant la question noire aux États-Unis dans les années 1960, The Fire Next Time (en) (La Prochaine Fois, le feu) écrit par James Baldwin, publié en 1963 et qui inspira le nom du groupe de musique soul The Fire Next Time (1986 à 1988).

### Épisode 15:Un cadavre encombrant
- États-Unis : 2 janvier 1987 sur CBS

- Jim Haynie : Garrett Gordon
- Glenn Corbett : Paul Morgan
- Josef Rainer : M. Barton
- Tom Bower : Mancuso

- Le titre original de ce volet est la seconde partie du proverbe « As ye sow, so shall ye reap" dont l'équivalent français est « On ne récolte que ce que l'on sème », lui-même titre du chapitre 18 du Livre d'Ézéchiel, sous-partie dans l’Ancien Testament.

### Épisode 16:Tic tac
- États-Unis : 9 janvier 1987 sur CBS

- Jim McMullan : Le sénateur Andrew Dowling
- J.A. Preston : Leo Daltry
- Josef Rainer : M. Barton

- C'est la troisième de fois de la série que la mise en scène use d'une caméra subjective pour suggérer le point de vue d'un tueur, les deux précédentes coïncidant avec les deux tentatives ratées d'assassinat de J.R. dans les cliffhangers des saisons 3 et 7.

### Épisode 17:Le Visiteur nocturne
- États-Unis : 23 janvier 1987 sur CBS

- Jim McMullan : Le sénateur Andrew Dowling
- Glenn Corbett : Paul Morgan
- Mark Withers : Détective privé
- Josef Rainer : M. Barton

### Épisode 18:Le Chat et la Souris
- États-Unis : 30 janvier 1987 sur CBS

- Jim McMullan : Le sénateur Andrew Dowling
- Glenn Corbett : Paul Morgan
- Brenda Strong : Partenaire d'un soir de Cliff

- Ici dans un rôle secondaire anonyme, Brenda Strong interprètera l'épouse de Bobby dans le revival de 2012 sans la moindre indication qu'il agit ou non du même personnage.

### Épisode 19:Calhoun
- États-Unis : 6 février 1987 sur CBS

- Jim McMullan : Le sénateur Andrew Dowling
- Charles Cyphers : Bertram Pogue

- Le titre original de ce volet joue sur l'assonnance High noon/Calhoun tout en faisant référence au titre original du fameux western Le train sifflera trois fois avec Gary Cooper et Grace Kelly, réalisé par Fred Zinnemann et sorti en 1952.
- Bien que mentionnée au générique, Priscilla Presley ne figure pas dans cet épisode.
- Pour la première fois de la saga, l'acteur Howard Keel use succinctement de ses talents de chanteur en entonnant deux couplets de la chanson Don't Get Around Much Anymore d'abord diffusée en 1940 en version instrumentale par son auteur Duke Ellington (sous le titre Never No Lament) à laquelle furent ajoutées dès 1942 des paroles de Bob Russell (en).

### Épisode 20:Embrouilles
- États-Unis : 13 février 1987 sur CBS

- Jim McMullan : Le sénateur Andrew Dowling
- Charles Cyphers : Bertram Pogue
- J.A. Preston : Leo Daltry

- Le titre original de ce volet est le mot italien Olio signifiant "l'huile", ou plus spécifiquement "le pétrole".
- C'est le premier épisode des trois que l'acteur Steve Kanaly mettra en scène pour cette saga.
- Bien que mentionnée au générique, Priscilla Presley ne figure toujours pas dans ce volet.
- En début d'épisode, dans la version originale, Pamela ironise sur la surmédiatisation de l'échange de coups de feu du volet précédent en mentionnant « shoot out at the L.A. Corral » (litt. : « règlement de comptes à Los Angeles Corral ») en référence à la mythique fusillade d'O.K. Corral qui inspira de nombreux westerns (allusion totalement effacée de la version française).
- Le personnage de Jamie Ewing, absente du récit depuis l'épisode 13 de cette saison, meurt ici pour la deuxième fois sans que son accident mortel ne soit même visuellement suggéré, contrairement au cliffhanger de la saison précédente, dite "rêvée", où on la voyait succomber aux effets d'une bombe.

### Épisode 21:Un deuil dans la famille
- États-Unis : 20 février 1987 sur CBS

- Glenn Corbett : Paul Morgan
- Amy Yasbeck : Mary Elizabeth

- Des photos de Deborah Shelton posant en tant que Mandy Winger sont aperçues en décoration de la boutique Valentine.
- Jim McMullan dans le rôle du sénateur Andrew Dowling apparaît dans une série de photos.

### Épisode 22:La Revanche du minable
- États-Unis : 27 février 1987 sur CBS

- Glenn Corbett : Paul Morgan
- Frederick Coffin : Alfred Simpson
- Vernon Weddle : John Carter
- J.A. Preston : Leo Daltry
- James A. Watson Jr. : Le juge Truax

- Le titre original de cet épisode est une ironique allusion à la comédie américaine à succès Les Tronches (Revenge of the Nerds, litt. : « Vengeance des intellos ringards »), réalisée par Jeff Kanew et sortie en 1984. Le "nerd" en question serait d'ailleurs a priori Cliff Barnes.
- C'est le premier épisode dans lequel figure un juge noir en exercice.
- Des photos de Hunter von Leer (en) extraite d'un précédent épisode viennent soutenir le souvenir de B.D. Calhoun.
- Une boite de bande audio magnétique de la marque 3M est à un moment présentée à l'écran.
- Ne prononçant que deux courtes répliques, Priscilla Presley dans le rôle de Jenna Wade ne figure ici que dans une séquence.

### Épisode 23:Dix pour cent
- États-Unis : 13 mars 1987 sur CBS

- J.A. Preston : Leo Daltry
- Alan Ackles : Sénateur Andrew Dowling
- Karen Carlson : Nancy Scotfield
- Jonathan Goldsmith : Bruce Harvey
- Jerry Hardin : Le juge Loeb
- Frederick Coffin : Alfred Simpson
- Amy Yasbeck : Mary Elizabeth

- C’est le second et dernier épisode de la série dont le scénario a été rédigé par Susan Howard (cette fois créditée Susan Howard Chrane du nom de son actuel mari, l'acteur Calvin Chrane).
- Le titre original est une ironique allusion à la fameuse addiction à une solution à sept pour cent de cocaïne du fictif enquêteur Sherlock Holmes imaginé par l'auteur britannique Arthur Conan Doyle. Il se réfère par ailleurs également au titre original du film américano-britannique Sherlock Holmes attaque l'Orient Express, inspiré d'un roman de Nicholas Meyer, réalisé par Herbert Ross et sorti en 1976.

### Épisode 24:Du bon et du mauvais
- États-Unis : 20 mars 1987 sur CBS

- Karen Carlson : Nancy Scotfield
- Jim McMullan : Le sénateur Andrew Dowling
- Stephen Elliott : Scotty Demarest
- Frederick Coffin : Alfred Simpson
- Jenny Gago : Henrietta

### Épisode 25:La Guerre ou la Paix
- États-Unis : 3 avril 1987 sur CBS

- Karen Carlson : Nancy Scotfield
- Jim McMullan : Le sénateur Andrew Dowling
- Stephen Elliott : Scotty Demarest
- Frederick Coffin : Alfred Simpson
- Jonathan Goldsmith : Bruce Harvey
- Liam Sullivan : Le juge William Packer

- Le titre original de ce volet, plus encore que le titre français, est une directe allusion au célèbre roman russe (en russe : Война и мир, Voïna i mir) écrit par Léon Tolstoï et publié en 1869.
- Un extrait de l'épisode 9 de cette même saison montrant J.R. en pourparlers avec B.D. Calhoun est ici présenté comme une archive en noir et blanc des services secrets.
- Dack Rambo dans le rôle de Jack Ewing intervient ici pour la dernière fois.

### Épisode 26:Des gens sans pitié
- États-Unis : 10 avril 1987 sur CBS

- Karen Carlson : Nancy Scotfield
- Jim McMullan : Le sénateur Andrew Dowling
- J.A. Preston : Leo Daltry
- Frederick Coffin : Alfred Simpson
- Jonathan Goldsmith : Bruce Harvey

- Le titre original de ce volet détourne ironiquement celui de la comédie loufoque Y a-t-il quelqu'un pour tuer ma femme ? réalisée par le trio Jerry Zucker, Jim Abrahams et David Zucker, sortie en 1986 et évoquant de même un couple désargenté tenté de se venger d'un industriel peu scrupuleux.

### Épisode 27:Ça ne s'arrange pas
- États-Unis : 1er mai 1987 sur CBS

- Jim McMullan : Le sénateur Andrew Dowling
- Jonathan Goldsmith : Bruce Harvey

- Le titre original de ce volet détourne ironiquement l'expression anglaise « The light at the end of the tunnel » qui trouve son équivalent français dans sa traduction littérale « la lumière au bout du tunnel ».
- À un moment du dialogue original, April lance la formule « Play it again, Sam » communément admise comme une réplique de l'acteur Humphrey Bogart (qu'il n'a pourtant jamais prononcée) dans le film américain Casablanca, réalisé par Michael Curtiz et sorti en 1942. Dans la VF, cette référence semble beaucoup moins flagrante et April y appelle familièrement le pianiste Sam a priori sans raison apparente, ne l'ayant manifestement jamais connu.

### Épisode 28:De mal en pire
- États-Unis : 8 mai 1987 sur CBS

- Jim McMullan : Le sénateur Andrew Dowling
- Macon McCalman : Gorman
- Karen Carlson : Nancy Scotfield
- Frederick Coffin : Alfred Simpson
- J.A. Preston : Leo Daltry
- Kenneth Tigar : Dr Gordon
- Josef Rainer (crédité Joseph Rainer) : Mr. Barton

### Épisode 29:La Chute de la maison Ewing
- États-Unis : 15 mai 1987 sur CBS

- Jim McMullan : Le sénateur Andrew Dowling
- Macon McCalman : Gorman
- Karen Carlson : Nancy Scotfield
- Jonathan Goldsmith : Bruce Harvey
- Kenneth Tigar : Dr Gordon

- Le titre français comme le titre original sont un ironiquement détournement de la célèbre nouvelle fantastique La Chute de la maison Usher (The Fall of the House of Usher) écrite par Edgar Allan Poe, publiée dans sa langue originale en 1839 puis traduite en français par Charles Baudelaire.
- Victoria Principal, Susan Howard et Deborah Shelton interviennent ici pour la dernière fois dans leurs respectifs rôles de Pamela Ewing, Donna Culver Krebbs et Mandy Winger. Seule la dernière réapparaîtra une ultime fois en 2013 dans le revival de la saga.